# Hombre de oro de Issyk

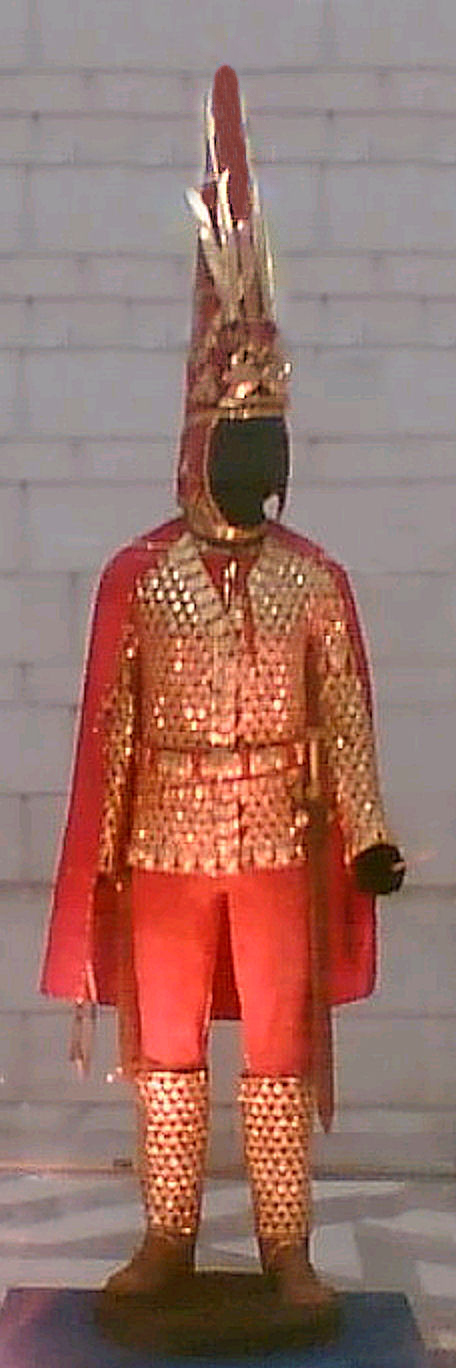
Exposición del Hombre de oro de Issyk

Territorio ocupado por los escitas en el año 100 a. C..

El Hombre de oro de Issyk es el esqueleto de un príncipe o princesa que se calcula que tenía unos 18 años, y que pertenecía a la realeza del pueblo escita, cultura indoeuropea de las estepas del norte del mar Caspio y originario de la cuenca del río Volga o del Asia central, que avanzó hacia Europa del este hacia el 700 a. C., cuya lengua, el antiguo osetio o alánico, pertenecía a la de las lenguas iranias (como el persa o el kurdo).

## Hallazgo e Historia
El Hombre de oro de Issyk fue hallado en 1970, por los arqueólogos rusos en un kurgán, o túmulo funerario, llamado Kurgán de Issyk, situado en Kazajistán cerca de la población de Essik, también conocida como Issyk, perteneciente al distrito de Enbekshikazakh, dentro de la provincia de Almaty, a los pies del sistema montañoso de Tian Shan, y 53 km al este de la ciudad de Almaty y 112 km del lago de Issyk Kul. Junto al cuerpo aparecieron la vestimenta completa de un guerrero y numerosos objetos de oro.

## Curiosidades
El Hombre de oro de Issyk es uno de los símbolos nacionales designados por el gobierno de Kazajistán, y en la principal plaza de la localidad de Almaty hay un monumento inspirado en él dedicado a la independencia.